# Busramp in Venetië
Op dinsdag 3 oktober 2023 voltrok zich een busramp in Venetië, Italië. Een shuttlebus stortte neer van een viaduct in de deelgemeente Mestre, waarbij 21 doden en 18 gewonden vielen.

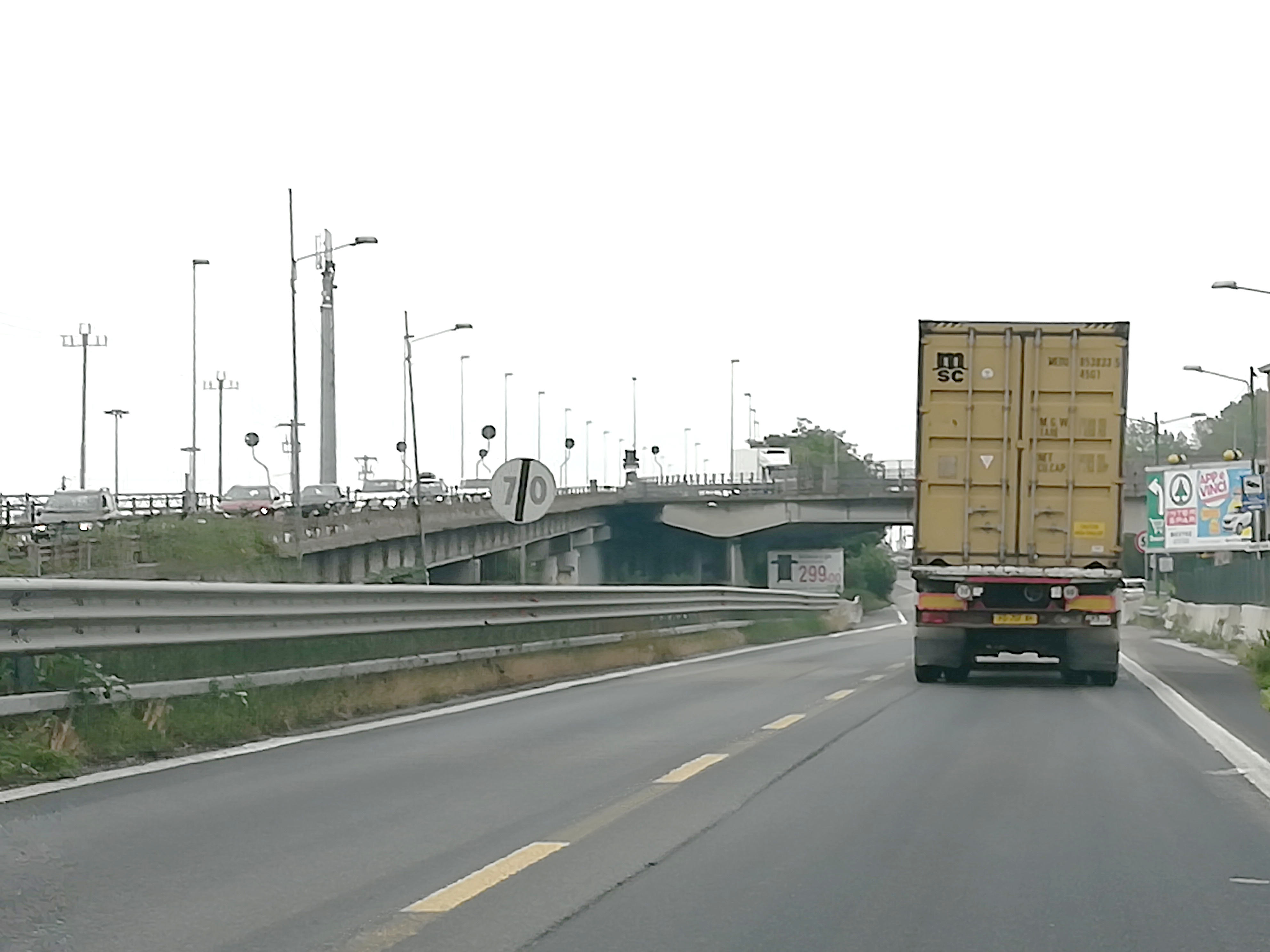
De ongevalsplek: de afdalende weg links op de foto.

## Busramp
De één jaar oude volledig elektrisch aangedreven shuttlebus van het bedrijf La Linea S.p.A. vervoerde toeristen van Piazzale Roma in het historische centrum van de Italiaanse stad Venetië naar een luxe camping in de wijk Marghera. Om 19u38 ging het mis op het afdaling-gedeelte van het viaduct die Mestre en Marghera, en verderop de snelweg A57 met elkaar verbinden. Volgens getuigen schraapte de bus 50 meter langs de vangrail die uiteindelijk brak, waarop de bus 15 meter naar beneden stortte en omklapte vlak bij de sporen van het treinstation Venezia Mestre, waarna de batterijen van de bus in brand vlogen.
Naast tientallen brandweerlieden werden meer dan twintig ambulances en de luchtambulancedienst van Treviso ingezet. De gewonden werden naar ziekenhuizen in Mestre, Mirano, Padua en Treviso gebracht. De reddingsoperatie duurden ongeveer twee uur. De menselijke resten in de bus werden de volgende dag in de ochtend verwijderd. In een nabijgelegen ziekenhuis werd een opvangcentrum ingericht om psychologische en psychiatrische hulp te bieden aan de families van de slachtoffers.

## Slachtoffers
Van de 40 inzittenden van de bus kwamen er minstens 21 om het leven, terwijl 18 anderen gewond raakten, waarvan negen ernstig. Volgens de autoriteiten waren er drie minderjarigen gestorven: een baby van een paar maanden oud, een 12-jarig kind en een tienermeisje. Onder de doden waren negen Oekraïners, vier Roemenen, drie Duitsers, een Kroaat, twee Portugezen, een Zuid-Afrikaan en de 40-jarige Italiaanse chauffeur, die naar verluidt zeven jaar ervaring had. Onder de gewonden waren onder meer drie Oekraïners, een Kroaat, een Fransman, een Oostenrijker en een Spanjaard, evenals vier minderjarigen.

## Reacties
Burgemeester Luigi Brugnaro van Venetië omschreef de gebeurtenis op Twitter als "apocalyptisch". Regionaal president van Veneto, Luca Zaia kondigde drie dagen van rouw af. De vlaggen op openbare gebouwen in de hele regio werden halfstok gehesen ter nagedachtenis aan de "tragedie". Francesco Moraglia, de rooms-katholieke patriarch van Venetië, ging naar de plaats van de ramp en zegende de doden.
De Italiaanse premier Giorgia Meloni, president Sergio Mattarella, de Franse president Emmanuel Macron, de Duitse minister van Buitenlandse Zaken Annalena Baerbock, de voorzitter van de Europese Raad Charles Michel en de voorzitter van de Europese Commissie Ursula von der Leyen betuigden hun medeleven en solidariteit met de slachtoffers van het ongeval, terwijl de Italiaanse Senaat op 4 oktober een moment van stilte hield voor de slachtoffers van de crash. De openbare aanklager van Venetië opende een onderzoek naar het ongeluk.

## Kritiek
Professor van der Borg, professor Toerisme aan de KU Leuven en wonende in Venetië, klaagde de verouderde infrastructuur van de Italiaanse hoofdwegen aan. Het viaduct van de ramp heeft een verouderde lage vangrail uit 1930 van slechts 1 meter hoog, met daarachter een verroeste reling. Het is ongeschikt om zwaardere voertuigen te kunnen tegenhouden. Een hogere vangrail met meer lagen metaal achtte hij nodig.
De lokale autoriteiten zouden een vernieuwing van de vangrail overwogen hebben, maar er zou voor het project van 15 miljoen euro niet voldoende geld geweest zijn. De schepen van Mobiliteit van Venetië, Renato Boraso, gaf aan dat er wel degelijk in september 2023 renovatiewerkzaamheden aan het viaduct waren opgestart, maar nog niet aan de plaats van de busramp. Hij gaf toe dat de vangrails niet meer voldeden aan de huidige wetgeving.

## Onderzoek
Er werden geen remsporen van de bus teruggevonden. Op de plaats waar de vangrails twee meter onderbroken waren, zou de bus van het viaduct neergestort zijn.
Bij het onderzoek naar de oorzaak van de ramp gaat men uit van twee hypothesen. Enerzijds wordt gedacht aan een gevaarlijke manoeuvre van een ander voertuig en anderzijds dat de buschauffeur onwel was geworden.